# 鶴澤鶴太郎
鶴澤 鶴太郎（つるさわ つるたろう）は、義太夫節三味線方の名跡。

## 初代
初代鶴澤鶴太郎 ⇒ 二代目鶴澤叶
二代目鶴澤叶参照

## 二代目
鶴澤鶴五郎 ⇒ 二代目鶴澤鶴太郎
二代目鶴澤叶の門弟。本名田中卯三郎。通称黒鶴。安政5年（1858年）生まれ。
慶応3年（1867年）2月稲荷社内東芝居『木下蔭狭間合戦』で初出座。師匠二代目叶は父六代目染太夫の「竹中砦の段 切」を太夫付で引いている。
以降も稲荷境内の文楽の芝居に師に従い出座。明治6年（1873年）4月松島文楽座で鶴五郎改二代目鶴澤鶴太郎を襲名。
『義太夫年表明治篇』は「鶴五郎改メ鶴澤徳太郎」とするが、鶴太郎の誤りである。
明治19年（1886年）5月御霊文楽座が最後の舞台となり、同年8月29日没。享年29歳。戒名一雲院鶴遊信士。墓所は大阪市北区東寺町宝珠院。
師二代目叶よりも早い死を迎えた。養子にして門弟に三代目鶴澤清六（三代目鶴太郎・三代目叶）。

## 三代目
初代鶴澤福太郎 ⇒ 三代目鶴澤鶴太郎 ⇒ 三代目鶴澤叶 ⇒ 三代目鶴澤清六
三代目鶴澤清六参照

## 四代目
二代目鶴澤鶴五郎 ⇒ 四代目鶴澤鶴太郎 ⇒ 四代目鶴澤叶 ⇒ 二代目鶴澤清八
二代目鶴澤清八参照

## 五代目
二代目鶴澤福太郎 ⇒ 五代目鶴澤鶴太郎
本名：田中永太郎。明治43年（1910年）2月28日生まれ。三代目鶴澤清六の長男。
父三代目清六が大正11年（1922年）1月19日に没したため、同年、六代目鶴澤友治郎に入門し、父の本名にして幼名の福太郎を二代目として名乗る。
大正12年（1923年）2月御霊文楽座『伊賀越道行双六』「沼津里の段」で師六代目友治郎が津太夫を弾き、その胡弓を勤めている。しかし、番付の三味線欄に福太郎の名はない。
大正13年（1924年）新京極文楽座『伽羅先代萩』「堤伐の段」で琴を弾いている。大正15年（1926年）3月御霊文楽座の番付より三味線欄に鶴澤福太郎が確認できる。
昭和改元後も、若手会では役が付くものの、本公演ではツレ弾きや胡弓や琴での出演が多い。昭和9年（1934年）3月四ツ橋文楽座にて二代目福太郎改五代目鶴澤鶴太郎を襲名。近松門左衛門作『曽我五人兄弟』「大磯酒宴の段」の2枚目を弾いた。シンは師匠六代目友治郎。3枚目が父三代目清六の門弟四代目叶（二代目清八）、4枚目が義兄芳之助（五代目弥三郎）と一家一門による襲名披露となった。『義太夫年表昭和篇』で確認できる最後の出座は、昭和11年（1936年）9月四ツ橋文楽座『関取千両幟』「猪名川内の段」の胡弓。以降の出座や没年等は不詳。昭和45年（1970年）刊行の『義太夫年表大正篇』の人物索引の解説には「既に歿」とある。